# All in My Mind
All in My Mind ist ein Jazzalbum von Dr. Lonnie Smith. Die vom 27. Juni bis 2. Juli 2017 im Club Jazz Standard in New York City entstandenen Aufnahmen erschienen am 12. Januar 2018 als Compact Disc, 2020 als Langspielplatte auf Blue Note Records.

## Hintergrund
Das Album wurde während der Feier anlässlich des 75. Geburtstags des Organisten Dr. Lonnie Smith live mitgeschnitten und folgt der Veröffentlichung von Lonnie Smiths Album Evolution im Jahr 2016, das seine Rückkehr zum Label Blue Note Records markierte, notierte Thom Jurek. Wieder produziert von Labelchef Don Was, spielte der Organist sieben Stücke in Triobesetzung mit dem Gitarristen Jonathan Kreisberg und dem Schlagzeuger Johnathan Blake. Außerdem traten der Schlagzeuger Joe Dyson und die Sängerin Alicia Olatuja jeweils auf einem Track auf. Das Titelstück „All in My Mind“ stammt aus Smiths Album Funk Reaction von 1977; dargeboten wurde es mit dem Gesang von Alicia Olatuja. Das Album endet mit einer von Soul-Jazz bis zum Post-Bop reichenden Version von Freddie Hubbards „Up Jumped Spring“, erstmals aufgenommen 1962 und enthalten auf dem Art-Blakey-Album Three Blind Mice.
Die ebenfalls bei den Konzerten im New Yorker Jazz Standard mitgeschnittenen Titel „World Weeps“, „Epistrophy“, „Bright Eyes“, „Too Damn Hot“, „Track 9“ und „Pilgrimage“ erschienen auf dem Folgealbum Breathe (Blue Note, 2021).

## Titelliste
- Dr. Lonnie Smith: All in My Mind (Blue Not 0602567218722 (CD), B0031576-01 (LP))[2]

1. Juju (Wayne Shorter) 8:18
2. Devika (Sarina Grant / Dave Hubbard) 6:55
3. 50 Ways To Leave Your Lover (Paul Simon) 9:27
4. On a Misty Night (Tadd Dameron) 7:44
5. Alhambra (Lonnie Smith) 9:51
6. All in My Mind (Lonnie Smith) 8:20
7. Up Jumped Spring (Freddie Hubbard) 5:57

## Rezeption
Thom Jurek verlieh dem Album in Allmusic dreieinhalb Sterne und schrieb, das Programm des Konzerts im Jazz-Standard sei, wie auch Smiths bestes Blue-Note-Werk aus der Zeit von 1968 bis 1970, äußerst vielfältig gewesen; so beginnt es mit einer Interpretation von Wayne Shorters klassischer modaler Komposition „Juju“ vom gleichnamigen Album von 1964. Smiths Hammond B-3 gehe tief unter die Oberflächenstruktur des Stücks, um die subtilen Klangfarben und Töne zu enthüllen, die der Originalmelodie innewohnen. Ein weiteres Highlight sei die neuneinhalbminütige Version von Paul Simons „50 Ways to Leave Your Lover“ (1975). Obwohl dieser Mitschnitt nicht das rohe Feuerwerk seiner Aufnahmen auf Palmetto Records wie Boogaloo to Beck: A Tribute, Too Damn Hot! und Spiral besitze, entschädige es durch ein hohes Maß an Geschmack und herausragende Musikalität.

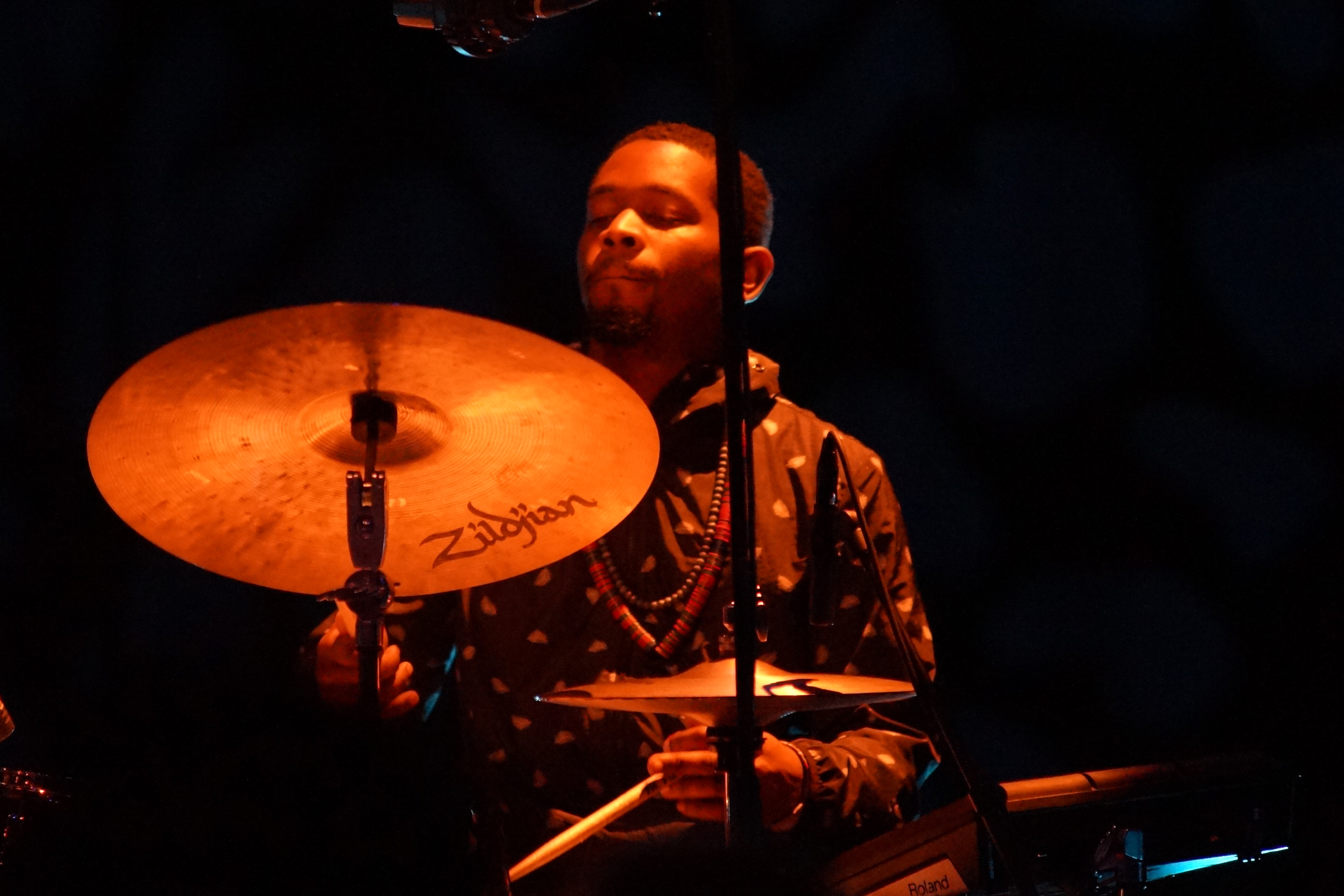
Joe Dyson (2017)

Dan Bilawsky schrieb in JazzTimes, auf All in My Mind präsentiere sich ein Trio mit variabler Intensität, das mit „On a Misty Night“ zurückhaltende Schönheit schaffe, während „Devika“ mit glatten Andeutungen experimentiert und dann mit dem Feuer in einem rollenden und ausgelassenen „50 Ways to Leave Your Lover“ spiele, mit Gastmusiker Joe Dyson am Schlagzeug. Smith steuere kunstvoll die Dynamik innerhalb seiner Band, aber es gebe stets ein Gefühl der gemeinsamen Verantwortung mit Gitarrist Jonathan Kreisberg, wenn es darum geht, die Musik über den Horizont hinaus zu führen. Kreisbergs Gitarre, die spritzende Linien gegen Smiths polychromatische Gewebe malt, sei etwas Magisches anzuhören. Schlagzeuger Johnathan Blake erweise sich als eine mächtige Kraft in diesem Gleichgewicht.
Frank Alkyer schrieb im Down Beat, „der gute Doktor“ Lonnie Smith beschwöre, schmeichle und kommandiere die Hammond B-3 wie kein anderer; seine Arrangements und seine Band sprühen vor Kraft, Raffinesse und beeindruckendem Groove. Bei Paul Simons „50 Ways to Leave Your Lover“ spiele Schlagzeuger Joe Dyson den unverwechselbaren Steve-Gadd-Beat des Songs. Was Lonnie Smith von anderen B-3-Spielern unterscheide, seien seine unverwechselbaren Kompositionstechniken; so sei „Alhambra“ ein kraftvolles Meisterwerk. Smith swinge auf der Orgel, so der Autor, aber das Beeindruckendste sei, dass Kreisberg und Blake dieser gewaltigen Aufgabe gewachsen sind.
Nach Ansicht von Chris Pearson (The Times) ist der Livemitschnitt weniger avantgardistisch als sein Vorgängeralbum Evolution, dafür aber gefühlvoller. Am deutlichsten werde das in den Balladen, die auch die Beziehung offenbaren würden, die Lonnie Smith zu seinen langjährigen Bandkollegen Kreisberg und Blake aufgebaut hat. Durch „On a Misty Night“ ziehe ein warmes Hammon-B3-Bad, in dem sich die Gitarre entspannen könne und das Jazz-Solo des Bandleaders sanft blubbere. Dave Hubbards „Devika“ sei ein verführerisches Soul-Jazz-Spiel mit Zeitverschiebungen.
Peter Jones schrieb in London Jazz News, Lonnie Smith unterscheide sich auf subtile Weise in seiner Herangehensweise von den Orgeltrios von einst. Der Innovator wähle unterdessen unerwartetes Material, wie Paul Simons „50 Ways to Leave Your Lover“, das vielleicht teilweise wegen des Groove-Potentials im zuckenden Second-Line-Beat des Songs enthalten sei. Smith könne mit seiner Hammond-B3 Erstaunliches anstellen – zum Beispiel das Instrument so klingen lassen, als würde es vom Geist von Gil Evans heimgesucht. In der Eröffnungssequenz von „Alhambra“, einem langen Auftritt im Stil von Sketches of Spain (1959), kreiere er gedämpfte Trompeten-, Flöten- und Posaunenklänge, die unheimlich überzeugend klingen würden. Der gefühlvolle Titelsong, mit Sängerin Alicia Olatuja, werde mit kraftvoller Wirkung zu einem langsam brennenden Gospelsong mutiert. Insgesamt sei All in My Mind ein aufregender Mitschnitt – wunderschön, überraschend, fesselnd und befriedigend von Anfang bis Ende.